# Дієздатність в англійському праві

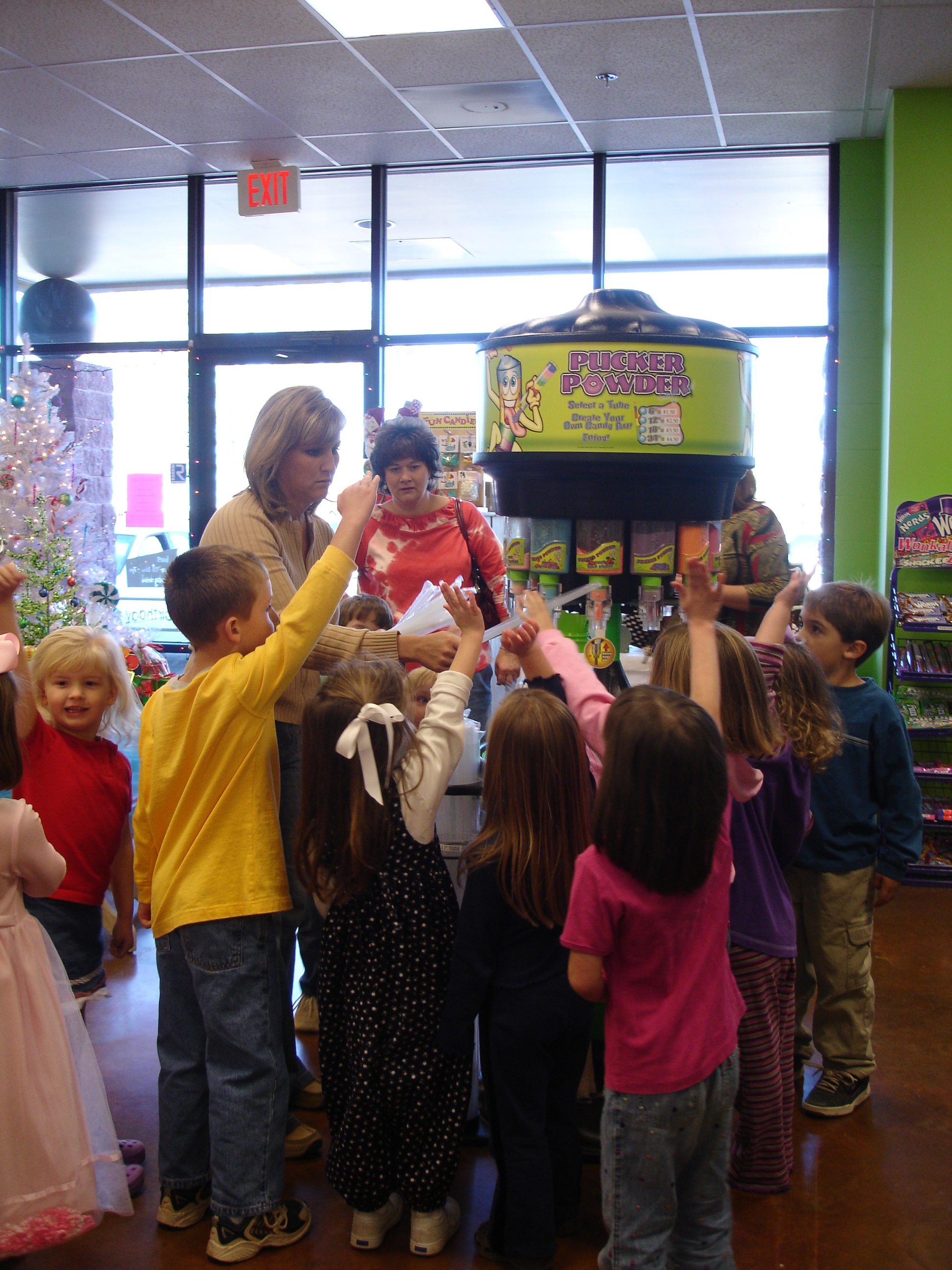
Minors cannot bind themselves to contracts other than those for necessaries, items that are necessary or beneficial to them.

Дієздатність (Capacity) в англійському праві – це здатність договірної сторони укладати юридично зобов'язальні відносини. Якщо сторона не є дієздатною, то укладені нею контракти можуть бути недійсними. Однак, в цілях правової певності діє prima facie презумпція, що обидві сторони є дієздатними в аспекті укладеня контрактів. Ті, хто укладає контракт без повної обізнаності щодо відповідного предмету договору або є неграмотними чи не володіють англійською мовою, не часто звільняються від обов’язків за укладеними при цьому угодами.
Однак, визнано, що неповнолітнім і тим, хто вважається розумово неповносправними, може буде необхідно укладати зобов'язальні угоди при купівлі предметів першої необхідності для життя або при працевлаштуванні. Таким чином, контракти відносно предметів першої необхідності (товарів або послуг, що вважаються необхідними для повсякденного життя) завжди будуть юридично обов'язковими. Точно так само, неповнолітні мають дієздатність укладати договори з працевлаштування, якщо умови такого договору є для них загалом вигідними. У іншому разі вони можуть розірвати договір, і їх майно буде повернуто. Компанії також були значно обмеженими у низці контрактів, за якими вони могли брати на себе зобов’язання, до зміни Закону про Компанії 1989 р. Якщо директор або посадова особи компанії укладає договір з іншою особою або компанією, і така угода є поза межами цілей діяльності, визначених статутом компанії, то договір буде вважатися недійсним, якщо третя сторона діяла щодо компанії свідомо та недобросовісно. В іншому випадку, згідно з Законом про Компанії 2006 р., контракт лишатиметься дійсним, і акціонери повинні позиватися в суді до директора чи посадової особи щодо відшкодування збитків.

## Неповнолітні
В англійському контрактному праві неповнолітнім є будь-яка людина у віці до 18 років. Історично склалося так, що вік досягнення повноліття був 21 р., допоки не був прийнятий Закон про реформу сімейного права 1969 р. Як правило, неповнолітній не відповідає за договорами, які він укладає, тоді як повнолітній, з яким укладається відповідний договір, відповідає. Однак, коли неповнолітній досягає повноліття, він може ратифікувати договір, укладений ним раніше. Це правило стосується кількох видів договорів, які може укладати неповнолітній.

### Контракти щодо предметів першої необхідності
Неповнолітні є юридично зобов'язаними тоді, коли контракт забезпечує їх речами першої необхідності, товарами і послугами, які вважаються необхідними або корисними для них. Це зобов'язання закріплено у Законі про продаж товарів 1979 року, в розділі 3, де сказано:
«Там, де предмети першої необхідності продаються і постачаються неповнолітньому ... він повинен платити розумну ціну за них.»
Незважаючи на те, що тягар доведення того, що контракт стосується речей першої необхідності, падає на постачальник, контракти цієї категорії трапляються у досить різних випадках, включаючи коштовні та далекосяжні покупки. Визначення товарів першої необхідності включає в себе банальні покупки, такі як харчові продукти та одяг, а також послуги або товари, які придбані з метою допомоги в освіті або навчанні. Предмети першої необхідності одного неповнолітнього не обов'язково будуть такими ж самими як в іншого неповнолітнього. Причиною цього є певні обставини, такі, як вік і безпосередні потреби. Наприклад, у Peters v Fleming вказується, що предметами першої необхідності для дитини члена Парламенту були золота каблучка та кишеньковий годинник. Однак, контракт не вважається таким, що стосується предметів першої необхідності, коли потреби неповнолітнього вже належно задоволені, або якщо покупка може розглядатися, як непотрібна. Про це свідчить Nash v Inman,, де було відхилене твердження кравця, що покупка дитиною 11 жилетів стосувалася першої необхідності, – на тій підставі, що дитина вже мала нормальний одяг.
Хоча зрозуміло, що контракти щодо товарів першої необхідності можуть юридично зобов'язувати неповнолітніх, умови такого договору можуть анулювати його. Якщо договір містить особливо обтяжливі або несправедливі умови, суди можуть вирішити, що неповнолітній не здатний дотримуватися їх.. Якби неповнолітній винайняв автомобіль і розбив його не зі своєї вини, власник не зміг би одержати компенсацію на тій підставі, що за контрактом він повністю поклав ризик відповідальності на неповнолітнього.

### Трудовий договір
Неповнолітній може укласти трудовий договір і бути зобов’язаним за ним за умови, що договір загалом в його інтересах. Якщо неповнолітній одержав роботу на умовах, які передбачають зменшену компенсацію за можливу шкоду здоров’ю,, і це очевидно ставить його в невигідне становище, він не буде зобов’язаний за перед роботодавцем. Якщо умови договору будуть спрямовані, в цілому, на користь неповнолітнього та якщо він буде застрахований від нещасних випадків, то його трудовий контракт буде обов'язковим  Наприклад, коли неповнолітній боксер-професіонал був позбавлений оплати за поєдинок (на суму 3000 фунтів стерлінгів) через порушення стандартних правил боксу, такі санкції мали законну силу, як необхідність підтримки спортивних правил, що в цілому корисно для нього. У іншому разі, як в De Francesco V Branum, договірні зобов'язання можуть бути анульовані. У цьому випадку дівчина 14-ти років уклала договір з професійним танцюристом, аби стати його стажувальницею. У договорі було встановлено, що дівчина не могла взяти танцювальні зобов'язання на себе, і їй не зобов’язані були платити, за винятком її виступів. Цей договір був визнаний не обов'язковим у зв'язку з такими необґрунтованими умовами.

### Відмова від зобов’язання
Якщо неповнолітній укладає договір про купівлю чи оренду землі або про надання послуги, яка передбачає відповідні зобов'язання (наприклад, шлюбний контракт або придбання акцій), такий договір буде обов’язковим для неповнолітнього при досягненні повноліття, якщо він не вирішив відмовитися від нього протягом розумного періоду часу. Розмір періоду часу залежить від конкретних обставин, тоді як згідно з Carnell v Harrison[ , дії сторони угоди яка не знала про право на відмову, не є достатньою підставою для визнання договору недійсним. Фінансові зобов'язання, які існували до відмови, є обов'язковими для неповнолітніх. До неповнолітнього, який винаймає квартиру, може бути пред'явлений позов за несплату орендної плати. Крім того, в Steinberg v Scala Ltd, у поверненні здійснених за договором про купівлю акцій виплат було відмовлено, відмова була поширена лише на майбутні зобов'язання.

## Відсутність дієздатності з причин, пов’язаних зі станом психіки
Якщо хтось стверджує про наявність у особи недієздатності з цих причин, необхідно довести, що вона не розуміла фактичного значення своїх дій, а інша сторона знала про це. Лорд Брайтман зазначив в Hart v O'Connor,:
«... Дійсність контракту, укладеного психічно неповносправною людиною, яка ніби перебуває у здоровому глузді, буде оцінюватися за тими ж стандартами,  як і договір, укладений особою при здоровому глузді, і не може визнаватися оспорюваною з боку неповонсправної особи з посиланням на "несправедливість", якщо  така несправедливість не містить  шахрайства, яке  дозволило б стороні позивача відмовитися від договору, навіть якщо він був укладений при здоровому глузді»
Такий підхід відрізняється від договорів з неповнолітніми, де інша договірна сторона не зобов'язана знати, що вона має справу з неповнолітнім, для того, щоб бути зобов'язаним. Хоча не існує ніякого абсолютного стандарту оцінки здатності сторони до укладення договорів, щоб брати на себе обов’язки за договором, сторона повинна принаймні знати його умови. Однак, як і для неповнолітніх, для недієздатних обов’язкові правила закону про укладання договорів щодо предметів першої необхідності. Це підпадає під розділ 7 Закону про психічну дієздатність 2005 року, беручи до уваги розділ 3 Закону про продаж товарів 1979 р. Недієздатні також можуть визнати договір пізніше, після припинення психічної недієздатності.
Особи, які перебувають у стані сп'яніння - алкогольного чи іншого - як правило, вважаються не здатними брати на себе зобов’язання за угодами. Лорд Елленборо заявив, що такі особи не мають стану свідомості, що дозволяє укладати угоди, хоча подібні принципи застосовуються як і щодо недієздатних. Особа може підтвердити договір, як тільки знову буде у тверезому стані, і за Законом про продаж товарів 1979 р. вона є юридично зобов'язаною за контрактами щодо предметів першої необхідності.

## Компанії
До змін у Законі про компанії 2006 р., вимагалося, щоб всі компанії визначали «об'єкти» або перелік цілей діяльності (objects clause) (наприклад, створення програмного забезпечення, підтримання онлайн-енциклопедії тощо). Якщо компанії діяли за межами своїх цілей, це вважатиметься діями ultra vires, поза межами повноважень, і до 1989 року такі дії вважалися повністю недійсними. В Ashbury Railway Carriage and Iron Co Ltd v Riche, компанія мала цілі "виробляти, продавати або давати на прокат залізничні вагони". Але керівництво компанії видало позику на будівництво залізниць у Бельгії. Щодо цього Палата лордів ухвалила рішення, що такі дії були ultra vires, а отже недійсними. Така політика мала на меті захист акціонерів і кредиторів, чиї інвестиції або кредити не мають використовуватися для непередбаченої мети непокірних директорів. Однак незабаром стало зрозуміло, що таке правило обмежує гнучкість бізнесу та розширення ринкових можливостей. Недійсність контрактів може непередбачувано і довільно перешкоджати бізнесу. У спробі обійти правила компанії почали складати все довші переліки цілей, часто додаючи додаткові положення про те, що всі цілі повинні тлумачитись як самостійні, або що цілі компанії включають в себе все те, що керівники розумно вважає пов’язаним із бізнесом.
Перший пакет змін до Закону про компанії 1989 р. встановлював, що контракти залишаються в силі, і що третіх осіб не зачіпатимуть навіть наслідки укладення угоди ultra vires. Лише якщо компанія, укладаючи договір з іншою компанією, діяла недобросовісно, знаючи, що діє поза межами своєї дієздатності, договір може припинити дію. Другий пакет змін був внесений Законом 2006 р. Тепер компанії вважаються такими, що мають необмежені цілі, якщо вони не обирають обмежень. Зміни 2006 р. також прояснили правове становище компанії, яка має обмежені цілі: дії ultra vires означатимуть порушення керівником обов'язку дотримання статуту. Відтак, акціонер, який не згоден з діями поза межами цілей компанії, може подати в суд на директора за будь-які збитки.

## Див.також
1. ↑  Story, Joseph; Grigsby, W. E. (2006). Commentaries on Equity Jurisprudence. Lawbook Exchange Ltd. ISBN 1-58477-594-7., 144
2. 1 2 3  Koffman, Macdonald, 466
3. 1 2 3 4  Halson, 242
4. ↑  Furmston, Cheshire, Simpson, Fifoot, 553
5. ↑  Companies Act 2006 s 39-40
6. ↑  Chapple v Anne Cooper (1834) 153 ER 105, at 258
7. 1 2 3 4 5  Halson, 243
8. ↑  Peters v Fleming (1840) 151 ER 314
9. ↑  Koffman, Macdonald, 467
10. ↑  Nash v Inman [1902] 2 KB 1
11. ↑  Furmston, Cheshire, Simpson, Fifoot, 550
12. ↑  Fawcett v Smethurst (1914) 84 LJ KB 473
13. ↑  Clements v London and North Western Railway Co [1894] 2 QB 482, at 491
14. ↑  Furmston, Cheshire, Simpson, Fifoot, 554
15. ↑  Doyle v White City Stadium Ltd (1935) 1 KB 110
16. ↑  De Francesco v Branum (1890) 45 Ch D 430
17. 1 2  Koffman, Macdonald, 470
18. ↑  Carnell v Harrison [1916] 1 Ch 328
19. ↑  Contracts. Defenses. Infancy. Ratification without knowledge that contract is voidable. Harvard Law Review. The Harvard Law Review Association. 29 (4). 1916., 452
20. 1 2  Koffman, Macdonald, 471
21. ↑  Furmston, Cheshire, Simpson, Fifoot, 555
22. ↑  Steinberg v Scala Ltd [1923] 2 Ch D 452
23. 1 2 3 4  Koffman, Macdonald, 473
24. ↑  Hart v O'Connor [1985] AC 1000
25. ↑  [1985] AC 1000, at 1027
26. ↑  Halson, 245
27. ↑  Matthews v Baxter (1873) LR 8 Ex 132
28. ↑  Pitt v Smith (1811) 3 Camp 33
29. ↑  Dudley, Sidney (1913). Intoxication as a Defense to an Express Contract. University of Pennsylvania Law Review. The University of Pennsylvania Law Review. 62 (1)., 37-38
30. ↑  (1875) LR 7 HL 653
31. ↑  Cotman v Brougham [1918] AC 514 and Bell Houses v City Wall Properties [1966] 2 QB 656
32. ↑  See now CA 2006 s 39. As a matter of agency law, however, directors may have exceeded their authority.
33. ↑  CA 2006 s 40
34. ↑  CA 2006 s 31

## Статті
- Contracts. Defenses. Infancy. Ratification without knowledge that contract is voidable. Harvard Law Review. The Harvard Law Review Association. 29 (4). 1916., 452
- Dudley, Sidney (1913). Intoxication as a Defense to an Express Contract. University of Pennsylvania Law Review. The University of Pennsylvania Law Review. 62 (1)., 37-38